# هيرشل سميث
هيرشل سميث (بالإنجليزية: Herschel Smith)‏ هو مصارع هاوي أمريكي، ولد في 25 يناير 1900 في شيكاغو في الولايات المتحدة، وتوفي في 3 يناير 1964 في ميشيغان في الولايات المتحدة.

## وصلات خارجية
- هيرشل سميث على موقع أوليمبيديا (الإنجليزية)